# شهرستان تهاما (کالیفرنیا)
شهرستان تهاما (به انگلیسی: Tehama County) نام یک شهرستان در ایالت کالیفرنیا در آمریکا است.